# Treweng
Treweng is een bestuurslaag in het regentschap Alor van de provincie Oost-Nusa Tenggara, Indonesië. Treweng telt 724 inwoners (volkstelling 2010).